# Tsukumi
Tsukumi (津久見市?) è una città giapponese della prefettura di Ōita.